# Julius Peter Christian Petersen

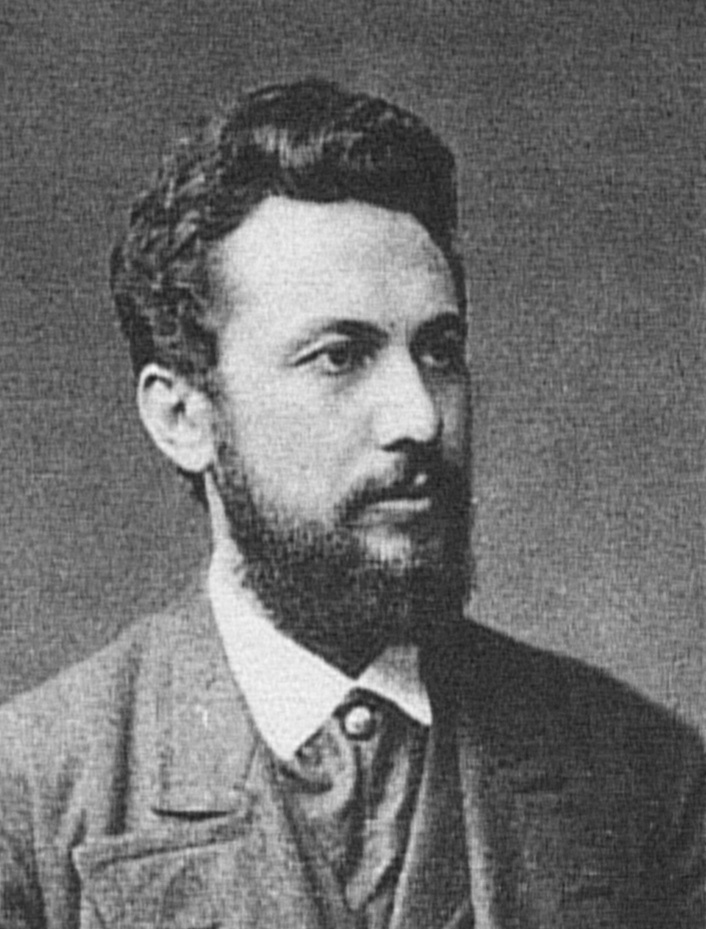
Julius Petersen

Julius Petersen (* 16. Juni 1839 in Sorø; † 5. August 1910 in Kopenhagen) war ein dänischer Mathematiker. Er war ein Pionier der Graphentheorie.

## Leben
Petersen war der Sohn eines Färbers, die Familie war arm. Er war seit Kindertagen mit Hieronymus Georg Zeuthen befreundet, der damals wenige Häuser von ihm wohnte. Schon als Schüler interessierte er sich für Mathematik und versuchte sich an der Dreiteilung des Winkels mit Zirkel und Lineal, einem klassischen (und unlösbaren) geometrischen Problem. 1854 musste er die Schule verlassen, da seine Familie ihn nicht unterstützen konnte, und ging zu einem Onkel in Kolding als Lehrling in einen Kaufmannsladen. Nach dem Tod seines Onkels 1855 erbte er ein wenig Geld und konnte die Schule in Sorø beenden und ab 1856 am Polytechnikum in Kopenhagen studieren. 1860 machte er seinen Abschluss als Bauingenieur, hatte aber schon 1858 einen mathematischen Aufsatz veröffentlicht. Ebenfalls 1860 schickte er einen Aufsatz über die Zykloide in einen Wettbewerb der Universität Kopenhagen und gewann – da er aber nicht Student war, wurde ihm der Preis nicht zuerkannt. Ab 1859 unterrichtete er Mathematik an einer Privatschule. 1862 bestand er die Aufnahmeprüfung in die Universität und begann ein Mathematikstudium, während er gleichzeitig weiter unterrichtete und 1862 heiratete. Aus der Ehe gingen zwei Söhne und eine Tochter hervor. 1866 machte er seinen Universitätsabschluss in Mathematik, gewann 1867 die Goldmedaille der Universität für eine Arbeit über das Gleichgewicht schwimmender Körper und wurde 1871 promoviert mit einer Arbeit über die Möglichkeit der Konstruktion mit Zirkel und Lineal. 1870/71 korrespondierte er über dieses Thema mit Sylow. 1871 wurde er Dozent am Polytechnikum und 1877 Professor für Mathematik an der Universität Kopenhagen, was er den Rest seiner Karriere blieb. Sein Kollege dort war sein Freund Zeuthen. Außerdem unterrichtete er an der Militärschule von 1881 bis 1887.
1891 veröffentlichte er eine Arbeit, mit der er als Pionier der Graphentheorie gilt, und die den Satz von Petersen enthielt (ein kubischer Graph ohne Brücke hat einen 1-Faktor).
Er schrieb eine Reihe von Lehrbüchern für Schüler und Studenten. 1880 veröffentlichte Petersen eine Abhandlung über geometrische Konstruktionen mit Zirkel und Lineal (siehe auch Klassische Probleme der antiken Mathematik), die 1990 als französische Übersetzung erneut erschien.
Petersen zählt 1873 zu den Gründungsmitgliedern der Dänischen Mathematischen Gesellschaft.
Petersen entdeckte 1898 den ersten Snark (Petersen-Graph). Das sind spezielle kubische Graphen, deren Kanten nicht mit drei Farben so gefärbt werden können, dass keine zwei Kanten an einem Knoten gleiche Farbe haben. Das Vierfarbenproblem lässt sich nach Peter Guthrie Tait auf die Frage der Existenz planarer Snarks zurückführen. Weitere Snarks wurden erst 1946 von Danilo Blanuša und danach von Blanche Descartes und anderen entdeckt.
Er befasste sich mit unterschiedlichsten Gebieten, neben Geometrie und Graphentheorie unter anderem auch mathematischer Wirtschaftswissenschaft (er wurde Mitglied einer Gesellschaft, die sich mit Nationalökonomie befasste und der auch der bekannte dänische Intellektuelle Georg Brandes angehörte) und Kryptographie (in einer Arbeit 1875, in Französisch verfasst), mit Zahlentheorie, Kombinatorik (lateinische Quadrate), Invariantentheorie (damals ein sehr aktuelles Forschungsgebiet, worüber er mit James Joseph Sylvester korrespondierte und die der Grund für seine Beschäftigung mit Graphentheorie war), Mechanik und Funktionentheorie. Er war im Beirat der Versicherungsgesellschaft Hafnia und ab 1887 in der staatlichen Kommission für höhere Schulen.

## Schriften
- Kinematik. Kopenhagen 1884.
- Lehrbuch der Dynamik fester Körper. Kopenhagen 1887.
- Theorie der algebraischen Gleichungen. Kopenhagen 1878.
- Vorlesungen über Funktionstheorie. Kopenhagen 1898.
- Methoden und Theorien zur Auflösung geometrischer Constructionsaufgaben. Angewandt auf etwa 400 Aufgaben. Kopenhagen 1879.